# Takushoku-Universität

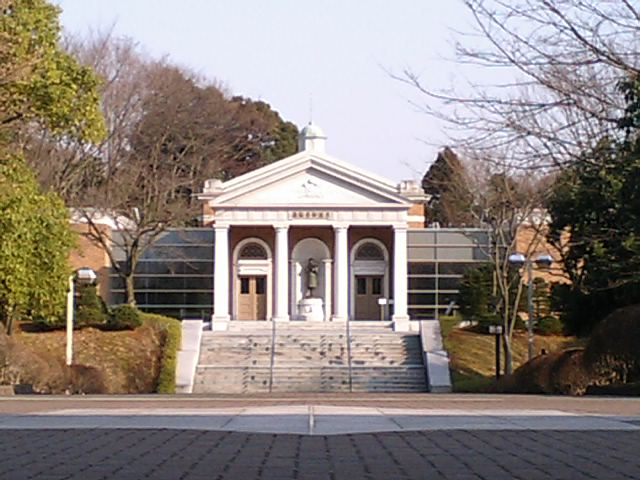
Hachiōji-Campus

Die Takushoku-Universität (jap. 拓殖大学, Takushoku daigaku, kurz: Takudai (拓大)) ist eine private Universität in Japan. Der Hauptcampus liegt in Bunkyō-ku, Tokio.

## Geschichte
Die Universität wurde 1900 von Katsura Tarō unter dem Namen Taiwan Kyōkai Gakkō (台湾協会学校, dt. „Schule des Taiwan-Vereins“) gegründet. Er gründete die Schule, um die Siedler von Taiwan zu bilden, denn Taiwan wurde 1896 eine japanische Kolonie. 1901 wurde der heutige Bunkyō-Campus eröffnet. 1904 wurde die Schule in Fachschule des Taiwan-Vereins umbenannt, und 1907 dann in Fachschule des Tōyō-Vereins (東洋協会専門学校, Tōyō-kyōkai semmon gakkō; Tōyō bezeichnet etwa Ostasien). Im selben Jahr gründete sie eine Zweigschule in Keijō (heute: Seoul), die 1922 zur staatlichen Höheren Handelsschule Keijō wurde. Der Verein gründete auch einige Schulen in den japanischen Kolonien, wie die Fremdsprachenschule Ryojun und die Handelsschule Dairen (1910).
Die Schule wurde vielfach umbenannt. Die ehemaligen Namen waren:
- die Kolonialfachschule des Tōyō-Vereins (1915–1918),
- die Takushoku-Hochschule (Takushoku daigaku, wörtlich: „Hochschule für Urbarmachung und Besiedelung“; 1918–1922),
- die Tōyō-Kyōkai-Universität („Universität des Tōyō-Vereins“; 1922–1926; im Jahr 1922 erhielt sie den Universitätsstatus),
- die Takushoku-Universität (1926–1946), und
- die Kōryō-Universität (紅陵大学; Kōryō bezeichnet den  „roten (herbstgefärbten) Hügel“ oder Bunkyō-Campus; 1946–1952).

Sie wurde 1952 wieder in Takushoku-Universität umbenannt. Der Bunkyō-Campus war zu klein, und die Universität eröffnete 1977 den zweiten größeren Campus in Hachiōji.

## Fakultäten

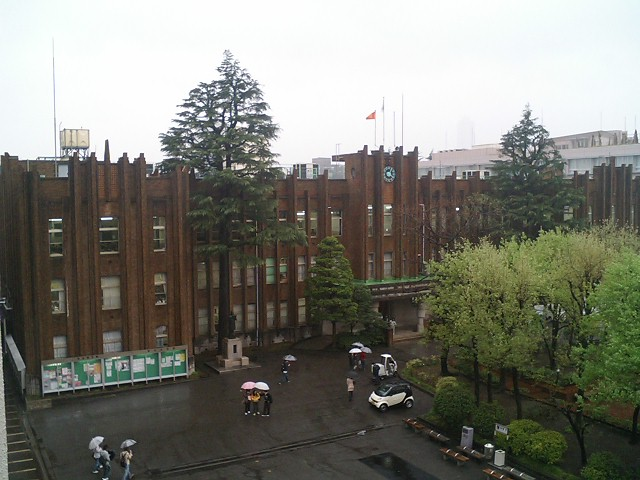
Das Hauptgebäude im Bunkyō-Campus, gebaut 1932

- Bunkyō-Campus (in Bunkyō, Tokio, 35° 42′ 55,2″ N, 139° 44′ 10,4″ OKoordinaten: 35° 42′ 55,2″ N, 139° 44′ 10,4″ O):
  - Fakultät für Handelswissenschaft
  - Fakultät für Politik- und Wirtschaftswissenschaften
- Hachiōji-Campus (in Hachiōji, Tokio, 35° 37′ 37,3″ N, 139° 16′ 44,9″ O):
  - Fakultät für Fremdsprachenwissenschaft
  - Fakultät für Ingenieurwissenschaften
  - Fakultät für Internationale Studien (Fakultät für Internationale Entwicklung bis 2007)

## Bekannte Absolventen
- Tetsuhiko Asai (1935–2006), Karateka
- Keinosuke Enoeda (1935–2003), Karateka
- Hirokazu Kanazawa (1931–2019), Karateka
- Masao Kawasoe (* 1945), Karateka
- Kimura Masahiko (1917–1993), Judoka
- Nagai Akio (* 1942), Karateka
- Kōshi Kurumizawa (1925–1994), Schriftsteller
- Masatoshi Nakayama (1913–1987), Karateka
- Hidetaka Nishiyama (1928–2008), Karateka
- Hideo Ochi (* 1940), Karateka
- Masutatsu Ōyama (1923–1994), Karateka
- Shioda Gōzō (1915–1994), Aikidōka
- Muneo Suzuki (* 1948), Politiker und Gründer der Neuen Partei Daichi
- Takashi Uchiyama (* 1979), Boxer
- Seira Fuwa (* 2003), Langstreckenläuferin